# Calling All Marines
Calling All Marines è un film statunitense del 1939 diretto da John H. Auer.

## Trama
Blackie Cross, membro di una banda mafiosa si arruola nei Marines per aiutare il suo capo Big Joe Kelly a rubare piani segreti per un siluro aereo.